# ファミ通
『ファミ通』（ファミつう）は、KADOKAWA Game Linkageが発行する日本の家庭用ゲーム雑誌。発売はKADOKAWA。かつてはアスキー（創刊から2000年3月まで）、エンターブレイン（2000年4月から2013年9月まで）、KADOKAWA（2013年10月から2015年3月まで）、カドカワ（2015年4月から2017年6月まで）が発行していた。かつての誌名は『ファミコン通信』。『週刊ファミ通』は毎週木曜日に発行、派生雑誌は月刊、隔月、季刊、不定期刊で発行。2019年時点での公称発行部数は20万部（2007年は50万部）。
1986年、パソコン雑誌『Login（ログイン）』より派生したテレビゲーム専門誌『ファミコン通信』として創刊。1995年12月より、創刊当初から使われていた略称『ファミ通』を正式名称とした。現在は日本で発売されるほぼ全ハードのゲームソフトの他、映画・DVD、TV番組、書籍などの総合情報も扱う、日本でほぼ唯一のゲーム系週刊誌となっている。
また、過去のソフトやハードを扱う場合、原則として発売元ではなく、現時点の知的財産権を保有している企業名を表記するようになっている。

## 沿革
- 1986年6月6日 - 『ログイン』から独立した雑誌『ファミコン通信』として創刊（6月20日号）[注釈 1]。最初に掲載されたニュースはファミコンの海外版（Nintendo Entertainment System）発売の第一報である。最初に紹介したゲームは、ディスクシステム『ゼルダの伝説』である。第1回目の売り上げランキングで1位を獲得したのは『ゲゲゲの鬼太郎 妖怪大魔境』。前年に爆発的なヒットを記録した『スーパーマリオブラザーズ』はディスクライター分も含めて2位だった。創刊号の表紙は『べーしっ君』。裏表紙は『スーパーマリオブラザーズ2』の広告で、後に裏表紙は『ファミリーコンピュータMagazine』ともども長らく任天堂の広告が続いた。当初は全ての記事にふりがなが付いていた。週刊誌化するまでは隔週刊だったとされる。
- 1986年9月5日 - 第7号にしてイメージキャラクターのネッキー（松下進が描き、後から読者が命名）が表紙に初登場。
- 1986年10月17日号 - 人気コーナーとなるクロスレビュー開始。
- 1991年7月12日 - 第135号（7月26日号）発行。この号より週刊誌化。その際のキャッチコピーは「ゲーム誌はファミコン通信でウッドボールだね」であった[注釈 2]。内容も大幅な誌面刷新が行われ、記事の見出しタイトルのふりがなが消えた他、『MIKI MOMOどどんごFACTORY』『スペシャルマニアックス』など、数々の名コーナーが惜しまれつつ消えていった[1]。
- 1995年12月22日 - 第368号（1996年1月5日・12日合併号）発行。正式名称が「ファミ通」となった。
- 1996年6月7日 - 創刊10周年記念号（6月21日号）発売。
- 1998年7月3日 - 通巻500号（7月17日号）発行。7月25日〜26日にかけて秋葉原駅電気街口前の駅前広場で記念イベント「ゲームサーカス500 in 秋葉原」を開催。
- 2000年4月1日 - アスキーの分社化により、出版元がエンターブレインとなる。
- 2004年3月18日 - エンターブレインの持株会社メディアリーヴスが角川ホールディングスの傘下に入り、これにより同じ傘下のメディアワークスと業務が重複することになった。角川は「『ファミ通』、『電撃』のゲーム誌両ブランドは当面の間継続する」とのコメントを出している。
- 2004年11月12日 - 通巻832号（11月26日増刊号）発行。832を『ファミ通』と語呂合わせしている。
- 2006年6月2日 - 創刊20周年記念号（6月16日号）発行。この号より5号連続で20周年記念スペシャルを掲載。
- 2008年2月1日 - 通巻1000号（2月15日増刊号）発行。
- 2009年6月 - Webオリジナルコミックの連載を開始。連載第1弾の作品は以下。[2]
  - 『デビルサマナー 葛葉ライドウ 対 コドクノマレビト』（原作：金子一馬、監修：山井一千、漫画：綾村切人）
  - 『魔界戦記ディスガイア3 SCHOOL OF DEVILS』（原作：日本一ソフトウェア、漫画：佐々木心）
- 2009年8月20日 - 通巻1081号（9月3日号）発行。この号より発売日を金曜日から木曜日に変更。
- 2010年12月16日 - コラム以外のふりがなが全て消え、より大人向けになる。
- 2011年10月28日 - 通巻1197号（11月10日号）よりiOS・Androidで電子版の提供開始。配信は毎週金曜日で、価格は350円。角川グループが運営する電子書籍サイト「BOOK☆WALKER」内にあるゲーム館[注釈 3]で購入する形になる。ただしダウンロードコード付録や応募券添付型プレゼント企画などの一部企画・コンテンツは非対応となっている。バックナンバーは過去3ヶ月のものまで購入可能になっている[3]。
- 2013年10月1日 - エンターブレインがKADOKAWAに吸収合併された（エンターブレインはブランドとして存続）。これにより、同じく吸収合併された旧メディアワークスの『電撃』（ゲーム誌）とは同じ会社内での刊行となる。
- 2014年8月7日 - 誌面の大幅なリニューアルを実施。「遊びたいゲームがもっと見つかるゲーム誌に！」と銘打って、デザインの一新やロゴマークの変更を行った。またこれ以降、攻略記事が減り、記念特集やゲーム紹介の記事比率が増えた。
- 2015年4月1日 - KADOKAWA・DWANGO（後のカドカワ）がKADOKAWAの旧エンターブレインブランドカンパニーが行っていたゲームメディア関連事業、マーケティングリサーチ事業及びこれらの事業に付随して広告本部が行う広告事業を吸収分割の方法により承継（承継後もエンターブレインのブランドは継続して使用）。
- 2016年6月2日 - 創刊30周年記念号（6月16日増刊号）発行。
- 2017年7月3日 - 新しく発足したカドカワ傘下のゲーム情報ポータル事業を統括する会社、Gzブレイン（2019年10月1日よりKADOKAWA Game Linkageに商号変更）に移管。7月6日発売の7月20日号より、Gzブレインの編集・発行となる。なお、この号よりエンターブレインブランドは使用されていない。
- 2017年8月31日 - 通巻1500号（9月14日増刊号）発行。
- 2021年11月4日 - 桜井政博のコラムが終了したことで、ふりがなの付いた記事が絶滅した。

## 掲載内容（2024年現在）
主に発売の近いゲームソフトに関する記事を取り扱っている。

### クロスレビュー
ファミ通を代表する人気コーナー。4人の編集者がレビュアーとしてゲームソフトをプレイし、各人10点満点、計40点満点で採点する。創刊当時の「SOFT天気予報」を進化させる形で1986年10月31日号より開始された。
4人の採点の合計が32点以上だと殿堂入りされるが、殿堂入りに関してはシルバー（30点-31点）・ゴールド（32点-34点）・プラチナ（35点-）の順に高くなっていく。
このコーナーは影響力が高く、このクロスレビューによって、脚光を得た新規作品も少なくない。また、ファミ通がこのレビュー形式を導入すると、他の家庭用ゲーム雑誌もこぞって模倣したコーナーを設けるようになった。
その反面、影響力の大きさゆえに記事に公正さを欠くとの批判を受けることもある。『ゼルダの伝説 時のオカリナ』がクロスレビュー史上初めて40点満点を獲得した際にはそれまでの同レビューと比べて異常に甘い採点であると疑問視する指摘が他のゲーム雑誌に掲載された。
中には実際のゲームの製品版をプレイしたのかすら怪しいレビューもある。例えば2006年9月1日号のクロスレビューで、ディンプルから発売されたゲームソフト『あやかしびと -幻妖異聞録-』にレビュアーの一人が「選択肢が少ない」という点を根拠に4点という低い評価を下したが、文中で例示された「どの女の子と一緒に戦うか」という選択肢がゲーム中には存在しないことを開発元のpropellerのウェブサイトで指摘された。また、『The Elder Scrolls IV: オブリビオン GOTYバージョン』の時にも、PS3版は武器による効果音が完全に消えており、プレイすればすぐに分かるレベルのはずなのだが、この問題については一切触れておらず、あたかも何も問題がないような紹介をしている。『ジョジョの奇妙な冒険 オールスターバトル』では40点満点をつけたが、発売後に永久パターン等の不具合が発覚した。海外ソフトの日本版のみの仕様変更にも触れる事はほぼなく、40点満点の『GTA5』でも同様の対応を行った。
さくまあきらは『ジャンプ放送局』の単行本で誌名は伏せていたものの「広告の入稿量で評価が左右されているらしい」と仄めかしていた。
また、1988年11月11日号から「読者のクロスレビュー」も開始された。
過去には、ファミ通の連載漫画だった『おとなのしくみ』（鈴木みそ著）の作中で、鈴木みそとゲームクリエイターである飯野賢治がレビューの問題点を議論している。
同誌に連載されている山本さほの『無慈悲な8bit』2017年2月16日号掲載分において、ゲームを採点すること、賛否を論じることを全面的に否定する内容が描かれた。この回を編集長である林克彦が内容を全面的に支持、同意する発言をTwitterで行った。

### ファミ通TOP30（家庭用ゲーム機販売本数トップ30）
創刊時のコーナー名はファミコン通信TOP30。
一部の店舗の売り上げサンプルから統計的に全体の推定販売数の集計をする方法で、家電量販店最大手のヤマダ電機やベスト電器の集計はゲーム取扱い店舗の一部に限られており、コジマやケーズデンキ、ネットショップ最大手のAmazon等は集計のサンプルに含まれていない（全体の推定販売本数には含まれている）。そのため、同様の集計を行っているメディアクリエイトやアスキー総合研究所（『電撃』系）との間で著しい差分が発生する時がある。
エンターブレインによる調査・集計データとして他のマスメディアでも一部が報じられることが多い（新型ゲーム機や大型ソフトの発売1週目の売上、月間や年間の累計データなど）。
かつては、1位から5位までのゲームに、内容の説明や裏技、小ネタなどが載っていたが、2021年より終了した。

### マーケティングリポート
ゲームハード、ソフトの売上や業界関係者の意見から、ゲーム業界を分析するコーナー。

### ファミ通町内会
創刊当時から続く読者投稿ページ。ゲームに全く関係ない内容も多く、面白ければ何でもいいというポリシーで、一部読者に熱狂的に人気があるコーナー。

### LETTERS伝言板
編集者が偽装の人物に乗り移って読者の便りに返信するコーナー。元々はファミ通町内会内のコーナーで創刊当時から掲載。

### おた博
おたよりコーナー。

### とっておきインディー
あまり知られていないゲームメーカーのソフト、いわゆるインディーゲームを紹介するコーナー。

### アーケードアーカイブス
ハムスターが復刻したアーケードゲームを紹介する。「アケアカの素」という基盤を紹介するコーナーがある。

### 最新ゲームチェックシート
最新ゲームをまとめて紹介するコーナー。「最新ゲーム大紹介」（？〜1997年）として始まり、「IN STORE NOW」（1997〜2014年）を経て現在の名称となった。

### エンタミクス
「NEW'S CLUB」としてスタート。途中、2000年代より「D.E.FRONT」というコーナー名を経て現行のコーナー名（雑誌「エンタミクス」の名を引き継いだ）になった。ゲームに関係ない別の分野（映画、グルメ、音楽など）のエンタメを紹介する。

### ファミ通エクスプレス
ゲーム業界やそれに関連するようなニュースを紹介するコーナー。長らく巻頭で連載されていたが、2014年のリニューアル以降は巻末近くが多くなっている。また、1990年の週刊化から長らく「Face」という旬の人にインタビューする記事が連載されていた。

## メタリックガバス
ファミ通誌上で使えるポイントサービス。通称『ガバス』。「ファミ通町内会」などの読者ページにお便りが採用されるとそのガバスチケットを入手でき、一定のガバスチケットを編集部に送付すると必ずその商品に交換できる。商品については、ゲーム機本体や周辺機器、ゲームソフトの中から選べる。「ガバス」の元ネタは『ひょっこりひょうたん島』で使われていた通貨の複数形ともいわれている。

## マスコットキャラクター
マスコットキャラクターは、松下進によってデザインされたキツネのキャラクター・ネッキー。「ネッキー」は、創刊当時に「ファミコン」という言葉そのものが新しかったこともあり、イラスト担当の松下進が「ファミ『コン』ならキツネのキャラクターだ」ということでキツネのマスコットキャラクターとなったと語っている。
名称は、読者による公募により決定された。ちなみに「ネッキー」という名前は、キツネを逆から読んだものであり、「アスキー」「ミッキー」などに似ており語感が良かったことから採用となった。

## ゲーマーズエンジェル
2008年、週刊ファミ通1000号達成を記念に「第1回ゲーマーズエンジェル・コンテスト」を開催。以後、定期的に行われているファミ通における読者モデルコンテスト。受賞以後、紙面や配信番組で起用される。ゲーム愛があること以外は芸能活動の有無は問われない。
2014年3月配信「ファミ通LIVE」最終回ではその時点での歴代ゲーマーズエンジェル（初代~3代目）が全員集合。
2017年「ファミ通」通巻1500号のプレゼントページでは、2代目から4代目のゲーマーズエンジェルが揃い共演した。

## ファミ通アワード
2005年から2018年まで開催されていた。その年に発売されたソフトの中で秀逸なソフト・ゲームクリエーター・制作会社などを読者からの投票・販売本数・話題性などを元に選び贈られる賞であった。大賞であるゲーム・オブ・ザ・イヤーの他にも様々な賞があるが、クロスレビューの評価をしなかったソフトに受賞されるなど読者投票をベースとした評価が行われていた。
なお任天堂、マリオ、宮本茂は2008年度は前年度受賞という理由で、2009年度からは殿堂入りとして投票対象外とされた。前年度受賞での投票対象外は2008年度以降は行われていない。
2019年度からは、電撃と組んだ『ファミ通・電撃ゲームアワード』に移行した。

## 過去のコーナー
- 新着ゲーム通信 - （1988〜）1988年1月8日・22日合併号よりスタート。ネッキーが主に特集に組まれなかった最新ゲームを紹介する。
- アイドルSTUDIO（1991〜2008）→スマッシュガールズ（2009〜2018）→ハロ通（2018〜）
- ベストセレクション
- 森下万理子の謎のゲーム未確認情報（〜1992）→やよい♡秋恵（1992〜）→明子とあらじのHYPERはいぱぁ新着情報
- ゲーム帝国→新・ゲーム帝国（1991〜2005） - 読者の投稿や質問に編集者が独特な言い回しで返答していくコーナー。1990年代まで「ファミ通町内会」と勢力を二分するほどの人気コーナーだった。終了後も時々復活している。
- 禁断の秘技 - （1986〜1999）裏ワザ紹介コーナー。創刊当時から掲載。
- アルゴリズム情報局 - （1986〜1992）読者のゲーム攻略の悩み相談などをするコーナー。
- ゲーム情報資料館 - （1992〜1996）ゲーム内の登場キャラクターやアイテム等のデータを表を用いて紹介していた。
- 音どけ
- NEW SOFT - （1986〜？）創刊当時から掲載。
- ソフトウェアレビュー（1986〜1991）→ソフトウェアインプレッション（1991〜1997）→掘り出しものソフト大紹介（1998）→今週の1本（1999〜2001）→ソフトウェアインプレッション（2002〜2014） - 一つのゲームソフトについて編集者が感想を1〜2ページに渡って紹介するコーナー。
- 最新ゲーム徹底解剖 - （1986〜？）攻略記事。創刊当時から掲載。
- やりこみゲーム大賞 - （1992〜2000年代前半）1992年2月7日号に初登場。徹底的にゲームをやりこんでいる映像を読者から募集し、編集部で各賞を決めた。応募数は1990年代後半にピークを迎え、当時のファミ通の看板企画といえるような人気だった。ページ内の写真撮影に大金がかかっていた事も有名。
- 芸夢点取道場 - （1998〜2001）「やりこみゲーム大賞」の小規模版。
- RPG実況中継 - （1986）現在のゲーム実況の元祖的な内容。創刊当時から掲載。
- 期待の新作ザ・セレクション - （1991〜2014）「ファミ通TOP30」内の「期待の新作TOP30」に選ばれたタイトルをピックアップして紹介するコーナー。1991年10月4日号から2014年のリニューアル前まで連載されていた。
- ビデオゲーム通信（1986〜？）→ビデヲゲーム通信（？〜1991）→アーケードウィンドーズ3.0（1991〜？）→ビーム通信（？〜1995）→ビデヲゲーム道場（1995）→どきどきビデヲゲームくらぶ（1996）→ビデヲゲーム通信（1997〜2009）→アーケードゲームチャンネル（2010〜2012）→アゲ魂（2013〜2014） - アーケードゲームを紹介するコーナー。
- ファミ道楽（1986〜1994）→金華ファミ珍楼（1994〜1999）→ファミニュース（1999〜2000）→ファミキング - （2001〜2014）ファミ通の内情を紹介するコーナー。
- ゲームバトルロワイヤル - （？〜1993）一つのゲームについて複数人で語り合うコーナー。後の「ファミ通64＋」のコーナー「ゲームコロッセオ」に影響を与えた。
- カゲキにファミコン - お風呂や雪山など、極限の環境でゲームできるかを検証するコーナーで、初期を代表するバカ記事。
- G3 - （1992）ゲームのジオラマを作るコーナー。

## インターネット展開

### ファミ通.com
最新ニュース・販売ランキングなどの他、2010年から誌上のクロスレビューにユーザーの評価を加味した「みんなのクロスレビュー」、2011年からゲームに特化したブログなどのコミュニティサービス「コミニー」を開始した。「コミニー」は2024年3月19日をもって閉鎖した。

### インターネットラジオ
いずれも『ファミ通.com』サイト内で配信されていた。
- インターネットラジオ トゥルーラブストーリー3 翼子の大盛りでいこう！
- リリーのアトリエ★うにぷにネット
- ファミ通eb!eb!ミュージック。
- 今井麻美のSinger Song Gamer
- 原由実の○○ラジオ

### インターネット番組
ファミ通Live
ファミ通Xbox360編集部とエンターブレイン渉外担当のジャム爺が主体で行っている『MIDNIGHT LIVE360』に代わる番組として予定されていた。
全1回。2回目は事実上中止。この後『MIDNIGHT LIVE360』はこれ以降Usreamに場所を移して配信していた。
ファミ通LIVE（新）
2019年5月16日、前番組"もぎたてファミ通"を"ファミ通LIVE"に変更し、番組リニューアル。ゲーム好きな声優を週替りでメインパーソナリティーに迎え、ファミ通関係者と共にゲームを紹介する番組である。番組はYouTube、ニコニコ生放送、Periscopeの3媒体で配信されている。
パーソナリティ
- 黒木ほの香、大坪由佳（週替り）（2019年5月16日 #001 - 2020年5月28日 #048）
- 前島亜美、亜咲花（週替り）（2020年6月4日 #049 - 2021年6月3日 #093）
- 佐々木琴子、夏川椎菜（週替り）（2021年6月11日 #094 - 2022年6月24日）

パーソナリティ欠席時の代役
- 雨宮天（2022年5月6日、夏川の代役[注釈 4]）
- 大坪由佳（2022年5月20日、夏川の代役[注釈 5]）

単発配信時のパーソナリティ
- 大坪由佳（2022年7月22日）
- 黒木ほの香（2022年8月19日）
- 高木美佑（2022年9月2日）
- 今井麻美（2023年1月20日）
- 青木瑠璃子（2023年3月24日）
- 三宅麻理恵（2023年4月20日）

MIDNIGHT LIVE
旧『MIDNIGHT LIVE360』をXbox 360のみならず各ハードを総合的に取り扱う番組としてリニューアルさせた。MCはジャム爺が引き続き務める。
ファミ通TV 3rd SEASON
パソコン、スマートフォン、携帯電話で試聴が可能なクラウド型ストリーミングサービス「Fan+（ファンプラス）」にて2011年3月より毎月配信しているインターネット番組。
今井麻美のニコニコSSG
『今井麻美のSinger Song Gamer』のリニューアル版として2016年1月からニコニコ生放送（2019年6月からはYouTubeでも同時配信）にて配信。
原由実の○○放送局 大盛
『原由実の○○ラジオ』のリニューアル番組として2016年1月から2020年3月までニコニコ生放送（2019年6月からはYouTubeでも同時配信）にて配信。
青木瑠璃子のI have Controller
2016年1月からニコニコ生放送（2019年6月からはYouTubeでも同時配信）にて配信。
夏川椎菜のずっとゲームしてるだけ
2022年7月よりYouTubeにて配信。

### コミック
コミッククリア
ファミ通.com内に開設された無料コミックサイト『ファミ通.com・無料コミック』が5カ月後にリニューアルしたのが『ファミ通コミッククリア』。現在はファミ通.comから独立している。
2017年にサイト名から「ファミ通」が取れたが、コミックスレーベルは引き続き「ファミ通クリアコミックス」のままとなっている。また、KADOKAWA Game Linkageはノータッチである。
姉妹サイトに『comic B's-LOG エアレイド』があり、こちらもファミ通.com内で配信されていたのだが『B's-LOG』のコミック雑誌と統廃合された。

## ファミ通一族
『ファミコン通信』時代より、テレビコマーシャルを中心に同誌の増刊・派生誌を総称して「ファミ通一族」と呼称している。この場合、姉妹誌であっても『LOGiN』やその系列誌である『LOGOUT』、『E-LOGIN』、『B's-LOG』、TECH系列の『テックウィンDVD』、『TECH GIAN』他は含まない。『ファミ通文庫』に関しても、ゲーム作品が小説化されることはあるが、KADOKAWA Game Linkageは関与していないため関連性は薄い。
週刊ファミ通
「ファミ通」といえば一般にこれを指す。現在販売されているすべてのハードについて扱う総合誌である。
ファミ通コネクト!オン
不定期刊行（2015年9月号までは月刊）のオンラインゲーム専門誌。家庭用ゲーム機の主要ソフトを取り扱っている。ゲーム情報や攻略法のほか、プレイヤーへのインタビューやプレイ中のエピソード、投稿を数多く掲載。ゲームの不満意見を吸い上げメーカーに送ることもある。

### 休廃刊した姉妹誌・増刊など
ファミ通ブロス/月刊ファミ通Bros
1993年の発刊時は『別冊ファミコン通信・攻略スペシャル』。2002年9月号で休刊。低年齢層を意識した誌面で『月刊ファミコン通信・攻略スペシャル』へ改題し月刊化。その名称通り、月刊でゲームの攻略記事を掲載していた。1995年には『月刊ファミ通Bros.』へ改題。その後、1998年に『ファミ通ブロス』となり小・中学生向けのコミック雑誌としてリニューアル。小学生から絶大な支持を得ていた『月刊コロコロコミック』を強く意識した誌面になっており、連載作品の『ジバクくん』（柴田亜美）、『時空探偵ゲンシクン』（園田英樹）がアニメ化された。休刊後も「ブロスコミックス」のレーベルは2010年にファミ通コミッククリア単行本の「ファミ通クリアコミックス」としてリニューアルするまで存続した。
サテラビュー通信
サテラビュー専門誌。『月刊ファミコン通信』の1995年5月号増刊として創刊準備号を刊行、その後月刊誌となり1996年5月号まで全12号発売された。サテラビュー向けデータ放送の番組表をメインに配信ゲームや連動ラジオ番組の紹介、ラジオ出演者によるコーナー、BS放送の番組ガイドを掲載し、ゲーム誌とテレビ・ラジオ情報誌を合わせたような誌面とされていた。当時のアスキーはサテラビュー向けにゲームソフトを多数供給する、サテラビュー対応ソフトを発売するなど積極的に関与したものの、サテラビューの不振と番組内容縮小に伴い休刊した。
ファミ通Sister.
1995年と1997年に増刊で刊行されたギャルゲー特集誌。この路線は2000年創刊の『DearMy...』（2000年に「マジキュー・プレミアム」と統合）へ発展したのち『ファミ通キャラクターズDVD』（2008年まで）に継承された。
ファミ通DC
ドリームキャスト専門誌。『ゲーメスト』（新声社）の元編集長・石井ぜんじが寄稿していた。本誌の刊行時、エンターブレインはCSK・セガの傘下企業だったため本誌がセガのオフィシャル誌だった。
バーチャルボーイ通信
1995年に増刊で刊行されたバーチャルボーイ特集誌。
ファミ通コミック
1992年頃発刊の漫画誌。『ファミ通DS+Wii』の別冊付録「ファミ2コミック」や、下記の『ファミコミ』とは異なる。
ファミコミ
1994年に増刊として発刊された季刊漫画誌。1995年に本誌と『月刊アスキーコミック』が休刊となり、両誌を引き継ぐ形で『コミックビーム』が創刊された。
ファミ通WaveDVD
ファミ通の番組やエンターブレイン主催のイベントなどの映像なども収められているゲーム映像雑誌。ファミ通の人気コーナーであるやりこみ○○（雑誌により違う）の映像も納められている。2011年5月号をもって休刊。
ファミ通PSP+PS3
PlayStation 2、PlayStation 3およびPlayStation Portableの専門誌。廃刊。誌名は『プレイステーション通信』から始まり、以後『ファミ通PS』、『ファミ通PS2』、『ファミ通PLAYSTATION+』と変遷し2008年5月に現在の誌名になったが2010年5月号が最後の刊行となった。
ファミ通DS+Wii
ニンテンドー3DS・Wii Uの雑誌。タイトルは任天堂が新ハードウェアを発売する毎に変化した。また、他ハードの情報も若干ある。タイトルに「DS」が付いたのは2006年3月20日発売の5月号から。同年12月号（10月21日発売）より現タイトルに変更。2016年3月号（1月21日発売）をもって休刊。
ファミ通Xbox360
ゲーム雑誌業界唯一のXboxプラットフォーム専門雑誌。初代Xbox時代の誌名は『ファミ通Xbox』だった。『ファミ通DC』の元スタッフが中心になって立ち上げた。2013年から発刊されず休刊状態となっている。
エンタミクス
インドア系エンタメ総合誌。2006年7月に『オトナファミ』として創刊され、2010年11月より月刊化。雑誌名の通り20代以上の大人をターゲットにしている。ターゲット層の小中学生時代のなつかしグッズ等の記事を掲載している。芸能人へのインタビュー記事などが多く、コアゲーマー層以外の読者を意識した作り。2014年5月号より『エンタミクス』に誌名変更。2017年5月号（3月20日発売）をもって休刊。
ファミ通Mobage、ファミ通GREE
二誌共にソーシャルゲーム専門誌。『ファミ通Mobage』ではDeNAが運営するMobageのゲーム、『ファミ通GREE』ではGREEが運営するゲームをそれぞれ取り扱う。2011年に創刊されたが、いずれも2013年8月発売号をもって休刊状態にある。

## 広告費
2009年8月時点での誌面広告費は次の通り。
- 段差タイアップ（貼付面含む記事9p）：¥6,500,000
- 袋とじタイアップ（記事8P）：¥5,400,000
- 独占スクープ片観音（記事3P＋広告3P）：¥2,800,000
- 独占スクープ特報タイアップ（記事2P）：¥1,500,000

## 歴代編集長
- 初代 小島文隆（小島ファミ隆） - 1996年にアスキー経営陣の内紛で退社し、アクセラを設立。社長を務めた（2000年解散）。2015年にがんのため死去。
- 2代目 塩崎剛三（東府屋ファミ坊） - 1996年に初代編集長小島文隆と共にアスキーを退社し、アクセラ取締役を経て現アイスコメット社長。
- 3代目 浜村弘一（浜村通信） - 1992年から2002年まで編集長を務めた後エンターブレイン社長、KADOKAWA常務取締役、カドカワ取締役、Gzブレイン社長を歴任した。2009年2月まで誌上に『浜村通信』を掲載。現一般社団法人日本eスポーツ連合副会長、GameWith社外取締役。
- 4代目 加藤克明（バカタール加藤） - 2002年から2009年まで編集長を務めた。 誌上に「バカタール加藤のアノ人に聞きたい!」を掲載。スマートフォン向け地域情報メディア『Walker47』編集長を経て、2018年にGzブレインを退社。その後ハナペン合同会社を設立。現同社社長。
- 5代目 長田英樹（カミカゼ長田、旧ペンネーム・うしろから長田） - 2009年から2013年まで編集長を務めた。闘会議プロジェクトマネージャーも兼任。2017年にKADOKAWAを退社し、スーパートリックゲームズ株式会社を設立。現同社取締役兼プロモーター。
- 6代目 林克彦（フランソワ林） - 2013年4月、カミカゼ長田の退任で編集長代理になったが繰り上がりで編集長に。2020年4月からファミ通グループ代表に昇進。
- 7代目 嵯峨寛子（ロマンシング★嵯峨） - 2020年4月より赴任。ファミ通初の女性編集長。

## 関連人物

### 編集スタッフ
- 小澤繁夫（チップス小沢）元編集者、現トムス・エンタテインメント執行役員。
- 風のように永田（永田泰大）元編集者、現ほぼ日取締役。
- 川島ケイジ 元編集者。
- コールオブ樋口 現編集者。
- 国領雄二郎 元編集者、クロスレビュアー。現作家。
- 鈴木ドイツ 元編集者、現作家。
- スタパ齋藤 フリーライター。「ゲーム帝国」「ゲームセンターいがらし」等の編集協力。クロスレビュアー。
- TACO・X クロスレビュアー。
- チャンコ増田 元編集者、クロスレビュアー。
- ナッツ 元編集者、現フリーライター。退社以降もファミ通町内会の編集に関わりイメージキャラクターを務める[27]。
- 忍者増田 元編集者、クロスレビュアー。現フリーライター。
- 藤沢まりの 元編集者。
- ブンブン丸（篠原元貴） 元編集者、クロスレビュアー。現フリーライター。
- 水野店長（水野震治）元副編集長、クロスレビュアー。
- 毛利名人 元編集者、クロスレビュアー。現フリーライター。
- 桃栗たき子 元編集者、クロスレビュアー。
- ローリング内沢 元編集者、クロスレビュアー。現フリーライター。
- 渡辺美紀 元編集者、クロスレビュアー。

### 連載執筆者
- 蒼崎らむ（青木志貴）（3代目ゲーマーズエンジェル）
- 赤川良二（ゲーム業界温故知新）
- 浅草キッド（浅草キッドの特選裏ソフト）タレント、お笑いコンビ
- あべかよこ（ごくらくゲーム）漫画家 ＊ごくらくゲーム - マンガ図書館Z（外部リンク）
- 荒井清和（べーしっ君、フーリッシュゲーマーズ）元デザイナー、漫画家
- 伊集院光（伊集院光接近につきゲーム警報発令中）タレント
- 一木千洋（3代目ゲーマーズエンジェル）
- 伊藤恵（初代ゲーマーズエンジェル）
- 井上聡（次長課長・井上聡のうわごとですので、ご勘弁）タレント
- 大島永遠（四姉妹（しとらす）エンカウント）漫画家
- 大塚角満（大塚角満のMH（モンスターハンター）研究所）
- 岡崎つぐお（あそびじゃないの（作画））
- 岡本吉起（岡本吉起の語って！ チョーダイ!!）ゲーム業界人
- 片山まさゆき（大トロ倶楽部）漫画家
- 加藤博一（加藤博一の代打一発!!）元プロ野球選手
- 華名 女子プロレスラー
- 香山リカ（香山クリニック 尻に目薬、目に座薬（後に『香山リカのゲーム気分で診てみれば』として単行本化））精神科医
- 唐沢なをき（ヌルゲリラ）漫画家
- カーリー西條（カーリー西條のゲーマーズキッチン）料理研究家
- こやま基夫（電子妖精アバタモ☆エクボ）漫画家
- 近藤るるる（だんぜんコースケ!、天からトルテ!、たかまれ!タカマル、テラオ）漫画家
- 桜井政博（桜井政博のゲームについて思うこと）ゲーム業界人
- 桜玉吉（しあわせのかたち）漫画家
- 柴田亜美（ドッキンばぐばぐアニマル（後にドキばぐに改題））漫画家
- ジャム爺（正式にはファミ通スタッフではなくエンターブレインの渉外担当）
- 獣神サンダー・ライガー（獣神サンダーライガーのトラブルスープレックス）プロレスラー
- すがやみつる（Formula1 Inside Story（F1のコラム、後に担当は菊池薫に交代））漫画家
- 鈴木咲（2代目ゲーマーズエンジェル）
- 鈴木みそ（あんたっちゃぶる、おとなのしくみ）漫画家
- 須田剛一（洋ゲー発着便 エアポート51）ゲーム業界人
- 曽我部修司（GOD EATER〜アーティフィシャル・エンジェル〜（イラスト））
- 竹熊健太郎（ファミ通のアレ（仮題）（原作））
- とりうみ祥子（ルナティックLOVERS）漫画家
- 中川いさみ（動きがありしだいお伝えいたします → スナックプー太郎）漫画家
- 永井豪（ゲーム戦士アニマード）漫画家
- 名越稔洋（名越稔洋が本気で語る 酒とゲームで日が暮れる）ゲーム業界人
- HACCAN（大帝の剣（イラスト））
- 濱元隆輔（ひよこぼっち）漫画家
- 羽生生純（ファミ通のアレ（仮題）（作画）、羽生生純の1ページでわかるゲーム業界）漫画家
- 広井王子（広井王子のマル天通信、Agean(エイジアン)1927極東より（原作））
- 福満しげゆき（福満しげゆきのほのぼのゲームエッセイマンガ）漫画家
- ふじのはるか（もじもじハムちゃん）漫画家
- 古川未鈴（みりん小さじ2杯/隔週連載）アイドル/ でんぱ組.inc
- ブルボン小林（ゲームソムリエ、ゲームホニャララ）
- 前田ヒロユキ（LovelyLadyLabo ゲーム美女研究室）
- MASK DE UH（洋ゲー発着便 エアポート51）
- 松田浩次
- まりも（Agean(エイジアン)1927極東より（イラスト））
- 水玉螢之丞（広井王子のマル天通信（イラスト）、水玉紳士録、元祖水玉本舗）
- みずしな孝之（いい電子 → いいでん!）漫画家
- 宮岡寛（あそびじゃないの（原作））
- 餅月あんこ（ドラネコシアターシリーズ）漫画家
- やくみつる（加藤博一の代打一発!!（イラスト））漫画家
- 矢口真里（ゲーマーです。）タレント
- 山本さほ（無慈悲な8bit）漫画家
- ゆうきりん（GOD EATER〜アーティフィシャル・エンジェル〜（原作））
- ユウジロー（ユウジローのナショナルチーム）漫画家
- 夢枕獏（大帝の剣（原作））
- 渡辺浩弐（1999年のゲーム・キッズ他）
- 渡辺電機(株)（はたらくねこ）漫画家
- 和田ラヂヲ（和田ラヂヲの徐々にポイマン）漫画家
- ファミ通町内会「習字」コーナーの題字を書いた人物
  - 荒木師匠
  - ガッツ石松 元プロボクサー
  - 坂本龍一 音楽家
  - 高木ブー タレント
  - なんきん
  - みうらじゅん
  - 水野晴郎 映画評論家
  - 弓月光漫画家
  - クリスチャン・ラッセン

## 不祥事
- 『ファイナルファンタジーXI』では、担当ライターが特定ジョブの罵倒やゲーム中で編集者としてあるまじき行為を行っていたなどの理由で一部ユーザーがゲーム内で抗議活動を起こすに至った[28]。後に担当ライターが別のライターが書いたものと弁解した。
- 2007年に公式サイト上でマジコンや改造ツールへのリンクをしていた。後に任天堂他52社がマジコン制作会社を提訴した際にlivedoor ニュースでもこの件が取り上げられた[29]。
- 2015年12月30日、ファミ通.com上にて「SCEが携帯ゲーム機は続けない意向が報道された」という記事が掲載された[30]。翌日に「EGX 2015での吉田修平の発言に対する海外報道への言及で、SCEが正式なアナウンスをしたものではない」と謝罪[31]。2016年1月5日にはファミ通.com編集部が「誤解を招く表現があった」と認め、記事の全文を削除した[32]。
- 2017年5月17日、任天堂が「Nintendo Direct」に加え公式グッズの内製化を進めていることに対してファミ通こどもメディア編集長の水間勇一が「任天堂は餅は餅屋の領域に踏みだしすぎた」と発言[33]。
- 2017年11月14日、Xbox One Xのファーストインプレッション記事で本体に電源を入れていないのに「驚くほどシンプルな構成だからこそより際立つ高性能」といったレビュー記事を書いた[34]。
- 2020年10月、ファミ通TubeにアップロードされたXbox Series Xの検証動画にて稼働中の温度は50度で「北海道の激寒なときの石油ストーブくらいの暖かさ」発言[35]。海外でしっかりした計器を用意した上で同様のレビューを行ったところ、室温18℃において「モンスターハンターワールドで35℃」「スタンバイモードで25℃」「Gears Tacticsで53℃」としている[36]。

## その他
- 東京ゲームショウ2013のSCEブースにて、同じ角川系列のゲーム雑誌である『電撃PlayStation』とのダブル編集の冊子が無料配布され、初のコラボレーションが実現した[37]。
- クロスレビューの初期に女性視点でゲームを論評していた森下万里子については、その文体から長年「本当は存在しない」と噂されていたが[38]、同誌の元編集長である浜村通信は「（架空の人物ではあったが）でも、中の人はちゃんと女性がやっていました。なんかね、アイドルみたいなのを作りたかったんですよ（笑）」とコメントしている[39]。